# بنجامين سويفت
بنجامين سويفت (بالإنجليزية: Benjamin Swift)‏ هو فلاح ومصرفي ومحامي وسياسي أمريكي، ولد في 3 أبريل 1781 في الولايات المتحدة، وتوفي في 11 نوفمبر 1847 في سانت ألبانز في الولايات المتحدة. حزبياً، نشط في الحزب الجمهوري الديمقراطي. وقد انتخب عضو مجلس نواب فيرمونت وانتخب عضو مجلس النواب الأمريكي وانتخب عضو مجلس الشيوخ الأمريكي.